# Charlotte Greenwood
Pour les articles homonymes, voir Greenwood.
Frances Charlotte Greenwood est une actrice, chanteuse et danseuse américaine, née le 25 juin 1890 à Philadelphie (Pennsylvanie) et morte le 28 décembre 1977 à Beverly Hills, Los Angeles (Californie).

## Biographie
Au théâtre (où elle est actrice, danseuse et — plus occasionnellement — chanteuse, se produisant notamment dans des vaudevilles), Charlotte Greenwood débute en 1912 à Broadway (New York) et y joue régulièrement jusqu'en 1927, dans une opérette de Franz Lehár (en 1913), cinq comédies musicales et cinq revues, avant une ultime prestation en 1950-1951, dans la comédie musicale Out of This World (en) de Cole Porter.
Au cinéma, elle apparaît dans seulement trente-trois films américains, les trois premiers muets en 1915, 1918 et 1928, les trente suivants entre 1929 et 1956, année où elle se retire quasiment de l'écran — si l'on excepte un épisode d'une série télévisée diffusé en 1961 —. Notons que son premier film parlant en 1929 est So Long Letty, film musical de Lloyd Bacon, adaptation de la comédie musicale éponyme qu'elle avait créée à Broadway en 1916, tenant le rôle principal de Letty. Deux de ses films les mieux connus sont la version américaine de Buster se marie en 1931, comédie avec Buster Keaton (une version française alternative a aussi été réalisée), et le film musical Oklahoma ! en 1955, avec Gordon MacRae et Gloria Grahame.
Durant sa carrière, Charlotte Greenwood est également active à la radio. À ce titre, une étoile lui est dédiée sur le Walk of Fame d'Hollywood Boulevard.

## Théâtre (à Broadway)
- 1912 : The Ballet of 1830, revue, musique de divers dont Irving Berlin, lyrics de George Bronson-Howard
- 1913 : The Man with Three Wives (Der man mit den drei Frauen), opérette, musique de Franz Lehár, nouveaux lyrics d'Harold Atteridge et Paul M. Potter, adaptation du livret original de Julius Bauer par Agnes Moran, Harold Atteridge et Paul M. Potter
- 1913 : The Passing Show of 1913, revue, musique de Jean Schwarz et Al W. Brown, lyrics et livret d'Harold Atteridge
- 1914 : Pretty Mrs. Smith, comédie musicale, musique d'Henry James et Alfred G. Robyn, lyrics d'Earl Carroll, livret d'Oliver Morosco et Elmer Harris, avec James Gleason
- 1916-1917 : Les So Long, comédie musicale, musique et lyrics d'Earl Carroll, livret d'Oliver Morosco et Elmer Harris
- 1916-1917 : So Long Letty, comédie musicale, musique et lyrics d'Earl Carroll, livret d'Oliver Morosco et Elmer Harris
- 1919-1920 : Linger Longer Letty, comédie musicale, musique d'Alfred Goodman, lyrics de Bernard Grosman, livret d'Anne Nichols, avec Olin Howland
- 1922 : Letty Pepper, comédie musicale, musique de Werner Janssen, lyrics de Leo Wood et Irving Bibo, livret d'Oliver Morosco et George V. Hobart, d'après la pièce Maggie Pepper de Charles Klein
- 1922-1923 : Music Box Revue of 1922, revue, musique, lyrics et livret d'Irving Berlin, orchestrateurs divers dont Roy Webb, avec Madeline et Marion Fairbanks
- 1924 : Hassard Short's Ritz Revue, avec Madeline Fairbanks
- 1927 : Rufus LeMaire's Affairs, revue, musique de Martin Broones, lyrics et livret de Ballard MacDonald, costumes de Charles Le Maire
- 1950-1951 : Out of This World, comédie musicale, musique et lyrics de Cole Porter, livret de Dwight Taylor et Reginald Lawrence, orchestrations de Robert Russell Bennett, mise en scène d'Agnes de Mille et George Abbott, chorégraphie d'Hanya Holm, avec George Gaynes (crédité George Jongeyans)

## Filmographie complète
Au cinéma
- 1915 : Jane de Frank Lloyd

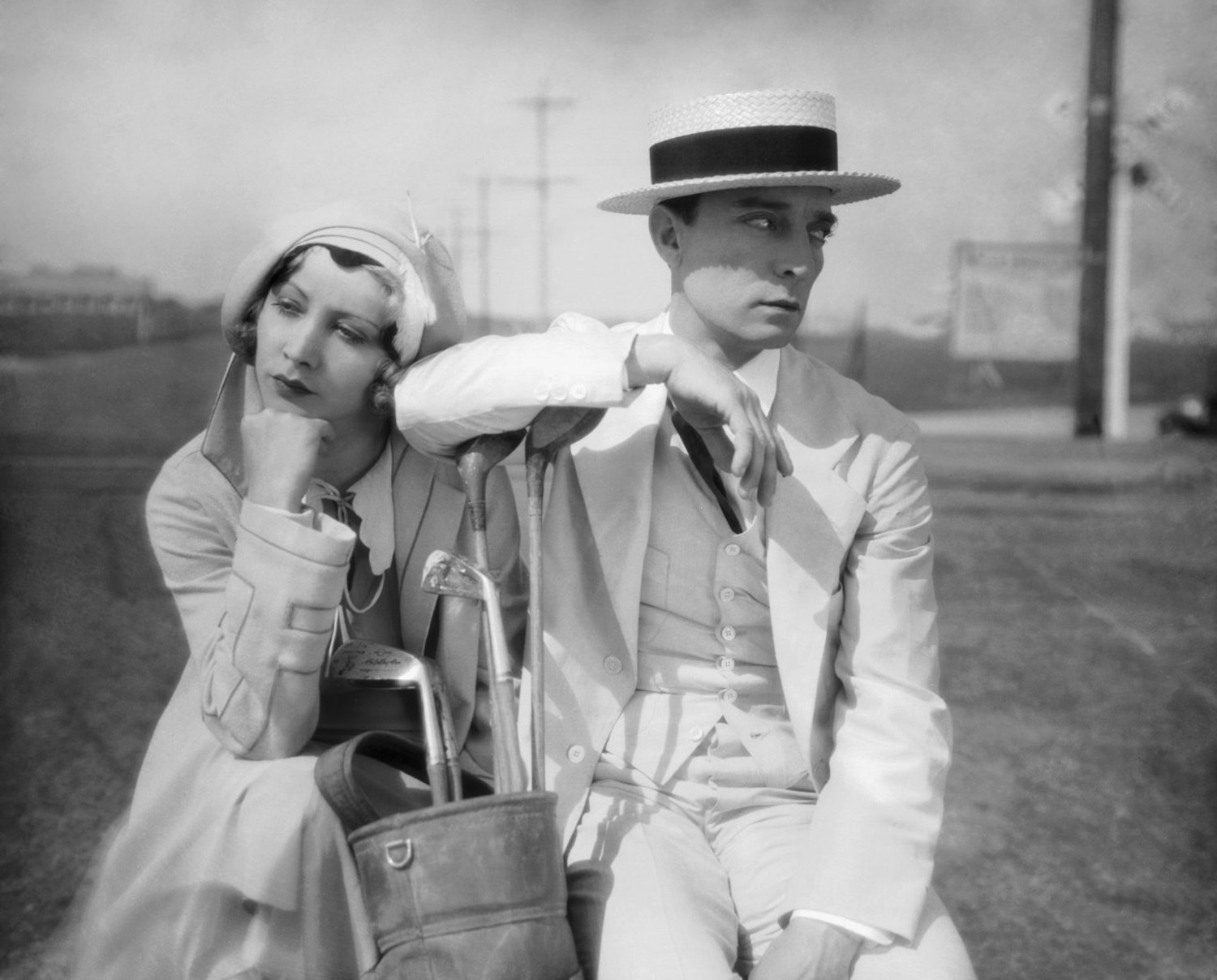
Avec Buster Keaton dans Buster se marie (Parlor, Bedroom and Bath)

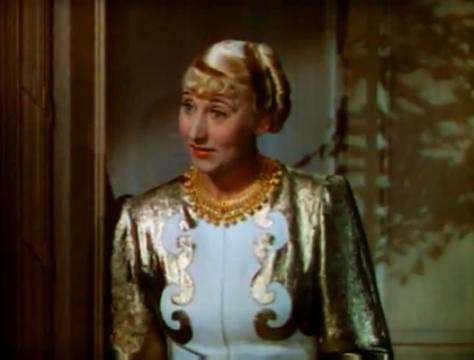
Sous le ciel d'Argentine (1940)

- 1918 : Stepping Some d'Eddie Lyons et Lee Moran (court métrage)
- 1928 : Mon bébé (Baby Mine) de Robert Z. Leonard
- 1929 : So Long Letty de Lloyd Bacon
- 1930 : Love Your Neighbor de William Watson (court métrage)
- 1931 : The Man in Possession de Sam Wood
- 1931 : Buster se marie (Parlor, Bedroom and Bath) d'Edward Sedgwick
- 1931 : Stepping Out de Charles Reisner
- 1931 : Girls will be Boys de William Watson (court métrage)
- 1931 : Palmy Days d'A. Edward Sutherland
- 1931 : Flying High de Charles Reisner
- 1932 : Cheaters at Play d'Hamilton MacFadden
- 1933 : Orders is Orders de Walter Forde
- 1940 : La Rançon de la gloire (Star Dust) de Walter Lang
- 1940 : Sous le ciel d'Argentine (Down Argentine Way) d'Irving Cummings
- 1940 : Jeunesse (Young People) d'Allan Dwan
- 1941 : Tall, Dark and Handsome de H. Bruce Humberstone
- 1941 : Soirs de Miami (Moon Over Miami) de Walter Lang
- 1941 : Scandale à Honolulu (The Perfect Snob) de Ray McCarey
- 1942 : Ivresse de printemps (Springtime in the Rockies) de Irving Cummings
- 1943 : Dixie Dugan d'Otto Brower
- 1943 : Banana Split (The Gang's All Here) de Busby Berkeley
- 1944 : Dans la chambre de Mabel (Up in Mabel's Room) d'Allan Dwan
- 1944 : Le Jockey de l'amour (Home in Indiana) d'Henry Hathaway
- 1946 : Wake Up and Dream de Lloyd Bacon
- 1947 : Jenny et son chien (Driftwood) d'Allan Dwan
- 1949 : Dan Patch le victorieux (The Great Dan Patch) de Joseph M. Newman
- 1949 : Toute la rue chante (Oh, You Beautiful Doll) de John M. Stahl
- 1950 : Peggy (en) de Frederick De Cordova
- 1953 : Traversons la Manche (Dangerous When Wet) de Charles Walters
- 1955 : Oklahoma ! de Fred Zinnemann
- 1956 : Glory de David Butler
- 1956 : The Opposite Sex de David Miller